# Lijst van burgemeesters van Nunspeet
Dit is een lijst van burgemeesters van de Nederlandse gemeente Nunspeet in de provincie Gelderland.
| Ambtsperiode | Naam burgemeester                                                              | Partij of stroming                                                             | Bijzonderheden                                                                 |
| ------------ | ------------------------------------------------------------------------------ | ------------------------------------------------------------------------------ | ------------------------------------------------------------------------------ |
| 1811         | E.G. Ardesch                                                                   |                                                                                |                                                                                |
| 1811         | E.D. van Meurs                                                                 |                                                                                |                                                                                |
| 1812         | E.J. van Bronkhorst                                                            |                                                                                |                                                                                |
| 1813 - 1814  | J. Pols                                                                        |                                                                                |                                                                                |
| 1814 - 1817  | Campegius (C.L.) Vitringa                                                      |                                                                                |                                                                                |
| 1818 - 1972  | Nunspeet valt onder de gemeente Ermelo, zie lijst van burgemeesters van Ermelo | Nunspeet valt onder de gemeente Ermelo, zie lijst van burgemeesters van Ermelo | Nunspeet valt onder de gemeente Ermelo, zie lijst van burgemeesters van Ermelo |
| 1972 - 1985  | H.J. Smith                                                                     | ARP / CDA                                                                      | eerder burgemeester van Goedereede                                             |
| 1986 - 2002  | Kees (C.) de Kovel                                                             | CDA                                                                            |                                                                                |
| 2002 - 2016  | Dick (D.H.A.) van Hemmen                                                       | CDA                                                                            |                                                                                |
| 2016 - 2022  | Breunis (B.) van de Weerd                                                      | SGP                                                                            |                                                                                |
| 2022 - heden | Céline (C.W.J.) Blom                                                           | D66                                                                            | tot 15 juni 2023 waarnemend                                                    |